# Навкратій Крижановський
Навкратій Крижановський (хресне ім'я Микола; 22 травня 1876, Верхобуж — 10 квітня 1940, Стемфорд, США) — український церковний діяч, ієромонах-василіянин, місіонер і душпастир у Канаді, перший протоігумен Американсько-Канадської провінції ЧСВВ (1931—1940).

## Життєпис
Микола Крижановський народився 22 травня 1876 року в селі Верхобуж, Золочівського повіту в сім'ї Софрона Крижановського і його дружини Анастасії з дому Ґовда. Початкову освіту здобув у рідному селі, а гімназію закінчив у Золочеві. Маючи 18 років, 29 серпня 1894 року вступив до Василіянського Чину на новіціят у Добромильський монастир. Його магістром на новіціяті був о. Андрей Шептицький. Під час облечин у чернечий одяг отримав ім'я Навкратій. Перші обіти склав 16 квітня 1896 року і в Добромилі пройшов студії гуманістики і філософії. 23 квітня 1899 року в Добромилі склав вічні обіти. Богослов'я вивчав у Кристинопільському монастирі і 23 серпня 1903 року отримав священничі свячення з рук митрополита Андрея Шептицького в Жовкві.
Після двох місяців священства настоятелі направили його на місійну працю до Канади. Перших сім років проживав у Вінніпезі, а трудився на просторах двох провінцій — Манітоби і Саскачевану, відвідуючи українців греко-католиків з духовною обслугою по різних селах і містечках. Від 1910 року перебував у Мондері, а в 1912 році за його стараннями неподалік постала щоденна українська школа, у якій навчались 120 дітей. У 1923 році розбудував монастир у Мондері: побудовано церкву, розширено монастирські приміщення під новіціят і студії для молодих ченців. У 1931 році отця Навкратія Крижановського було призначено протоігуменом новозаснованої Американсько-Канадської провінції отців василіян з осідком у Мондері..
Помер від серцевого нападу 10 квітня 1940 року у Стемфорді, США. Похований на українському католицькому цвинтарі святих апостолів Петра і Павла в Мондері.